# العلاقات الأوغندية الكورية الشمالية
العلاقات الأوغندية الكورية الشمالية هي العلاقات الثنائية التي تجمع بين أوغندا وكوريا الشمالية.

## مقارنة بين البلدين
هذه مقارنة عامة ومرجعية للدولتين:
| وجه المقارنة                                              | أوغندا                        | كوريا الشمالية                        |
| --------------------------------------------------------- | ----------------------------- | ------------------------------------- |
| المساحة (كم2)                                             | 241.04 ألف                    | 120.54 ألف                            |
| عدد السكان (نسمة)                                         | 42.86 مليون                   | 25.49 مليون                           |
| الكثافة السكانية (ن./كم²)                                 | 177.81                        | 211.47                                |
| العاصمة                                                   | كامبالا                       | بيونغيانغ                             |
| اللغة الرسمية                                             | لغة إنجليزية، اللغة السواحلية | لغة كوريا الشمالية القياسية ‏          |
| العملة                                                    | شيلينغ أوغندي                 | وون كوري شمالي                        |
| الناتج المحلي الإجمالي (بليون دولار)                      | 25.89 مليار                   |                                       |
| الناتج المحلي الإجمالي (تعادل القوة الشرائية) بليون دولار | 72.25 مليار                   |                                       |
| الناتج المحلي الإجمالي الاسمي للفرد دولار أمريكي          | 705                           |                                       |
| الناتج المحلي الإجمالي للفرد دولار أمريكي                 | 1.77 ألف                      |                                       |
| مؤشر التنمية البشرية                                      | 0.483                         |                                       |
| رمز المكالمات الدولي                                      | +256                          | +850                                  |
| رمز الإنترنت                                              | .ug                           | .kp                                   |
| المنطقة الزمنية                                           | ت ع م+03:00                   | ت ع م+08:30، ت ع م+08:30، ت ع م+09:00 |

## منظمات دولية مشتركة
يشترك البلدان في عضوية مجموعة من المنظمات الدولية، منها:
| علم المنظمة | اسم المنظمة              | تاريخ انضمام أوغندا | تاريخ انضمام كوريا الشمالية |
| ----------- | ------------------------ | ------------------- | --------------------------- |
|             | يونسكو                   | 9 نوفمبر 1962       | 18 أكتوبر 1974              |
|             | الاتحاد البريدي العالمي  | ?                   | ?                           |
|             | الأمم المتحدة            | 25 أكتوبر 1962      | 17 سبتمبر 1991              |
|             | الاتحاد الدولي للاتصالات | 8 مارس 1963         | ?                           |

## وصلات خارجية
- موقع وزارة الخارجية الأوغندية
- موقع وزارة الخارجية الكورية الشمالية